# Jyväskylän Hiihtoseura
Jyväskylän Hiihtoseura – fiński klub narciarski założony w Jyväskyli.
Wychowankami klubu są między innymi: Matti Nykänen, Jani Soininen, Risto Jussilainen, Ville Tuppurainen, Antti Kuisma, Samppa Lajunen i Akseli Lajunen.